# Майнана
Майнана (англ. Mānana (мовою гавайців «Плавучий»)) — острівець, що знаходиться на західному боці Оаху, приблизно за 1.2 км від Пляжу Кайпу (англ. Kaupō Beach), неподалік від Макапу (англ. Makapu‘u). Острівець має 707 м завдовжки та 654 м завширшки, площа — близько 25 га.
Острів зазвичай називають Кролячим островом, оскільки його форма, як видно з сусіднього берега Оаху, виглядає приблизно як голова кролика і тому, що колись на ньому мешкали інтродуковані кролі. Колонія кролів була заснована Джоном Адамсом Каммінсом в 1880-х роках, коли він керував сусідньою плантацією Вайманало. Кролів знищили приблизно через сто років, оскільки вони руйнували місцеву екосистему — важливу зону розмноження морських птахів.
Майнана — туфовий конус із двома отворами або кратерами. Єдиний піщаний пляж Майнани — невеликий штормовий пляж із західної та південно-західної (підвітряної) стороні острова, що має ширину близько 9 м. Ще один вулканічний острівець на ім’я Каогікайпу знаходиться біля Майнани.
Майнана є державним заповідником для морських птахів — тут мешкає понад 10 тисяч буревісників клинохвостих, 80 000 крячків строкатих, 20 000 крячків бурих, 5–10 тонкодзьобих бульверій та 10–15 фаетонів червонохвостих, а також численні гавайські тюлені-монахи. Нелегально висаджуватись на острівці без дозволу Гавайського департаменту земельних і природних ресурсів заборонено.